# Bhojpur (district in Nepal)

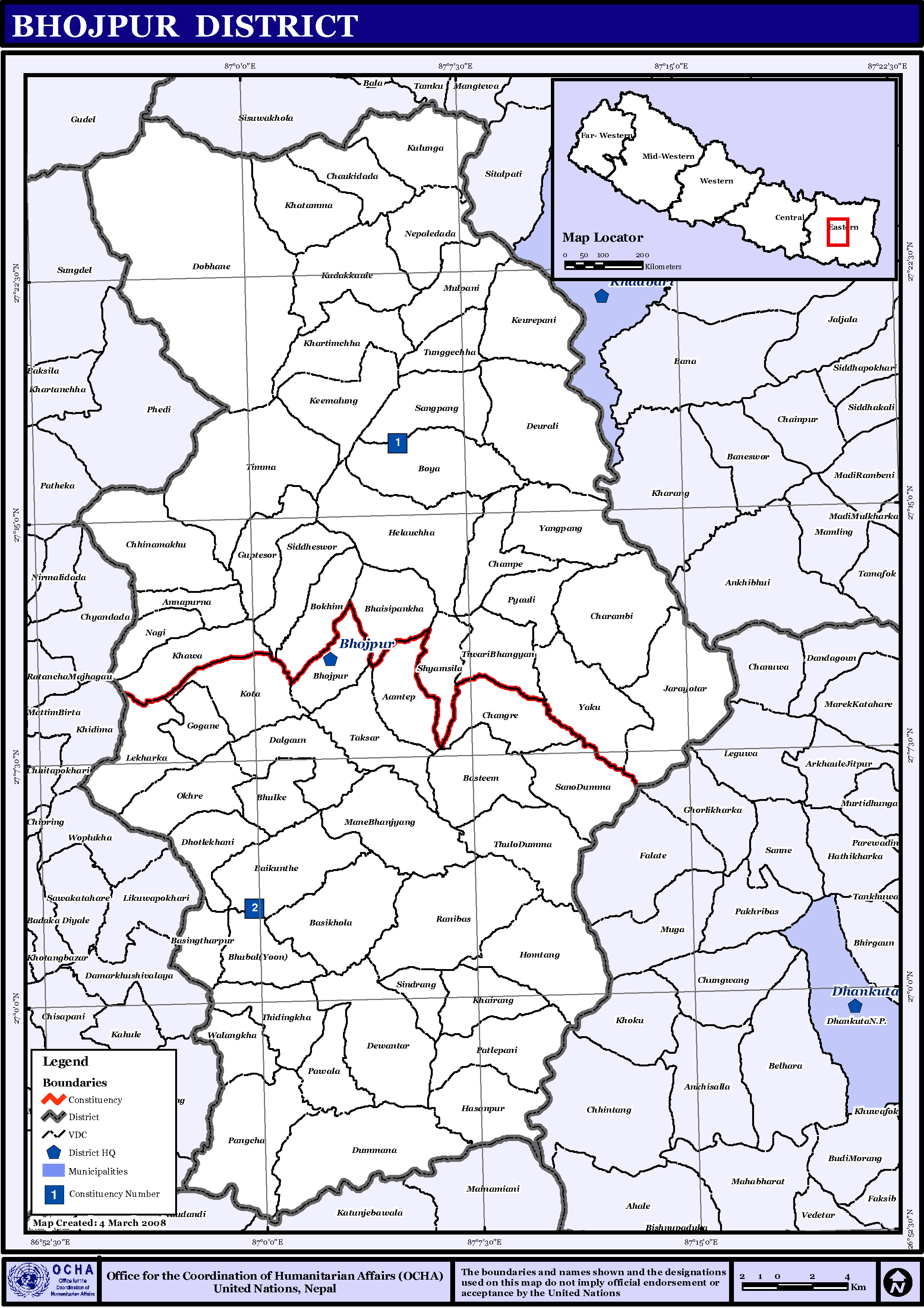
Kaart van Bhojpur

Bhojpur (Nepalees: भोजपुर) is een van de 75 districten van Nepal. Het district is gelegen in de bestuurlijke zone Kosi en de hoofdplaats is Bhojpur.

## Stedenendorpscommissies[2][3]
- Stad: Nepalees: nagarpalika of N.P.; Engels: municipality;
- Dorpscommissie: Nepalees: gāu bikās samiti; Engels: village development committee of VDC.

- Steden (0): geen.
- Dorpscommissies (63): Aangtep (of: Aamtep, of: Amtek), Annapurna, Baikunthe, Basikhor (of: Basikhora), Basingtharpu (of: Washingtharpu), Basteem (of: Bastim), Bhaisipankha (of: Bhainsipankha), Bhojpur, Bhubal (Yoon) (of: Yoon, of: Yun), Bhulke, Bokhim, Boya, Champe, Changre (of: Chyangre), Charambi, Chaukidada (of: Chaukidanda), Chhinamakhu, Dalgaun, Deurali, Dewantar, Dhotlekhani (of: Dhodlekhani, of: Dhodalekhani), Dobhane, Dummana, Gogane, Gupteshwor (of: Gupteshwar), Hasanpur, Helauchha, Homtang, Jarayotar, Keemalung (of: Kimalung), Keurepani (of: Keurenipani), Khairang, Khartimchha (of: Khartamchha), Khatamma, Khawa, Kota (of: Kot), Kudak Kaule (of: Kudakkaule), Kulunga (of: Kulung), Lekharka, Mane Bhanyang (of: Mane Bhanjyang, of Manebhanjyang), Mulpani, Nagi, Nepaledada (of: Nepaledanda), Okhre, Pangcha, Patle Pani (of: Patlepani), Pawala, Pyauli, Ranibas, Sangpang, Sano Dumma, Shyamsila, Siddeswor (of: Siddheswor, of: Siddheshwar), Sindrang, Taksar, Thidingkha, Thulo Dumma, Timma, Tiwari Bhangyan (of: Tiwari Bhanjyang, of: Tiwaribhanjyang), Tunggechha, Walangkha (of: Balankha), Yaku, Yangpang.

## Geboren
- Bidhya Devi Bhandari (1961), president van Nepal (2015–2023)

Achham · 
Arghakhanchi · 
Baglung · 
Baitadi · 
Bajhang · 
Bajura · 
Banke · 
Bara · 
Bardiya · 
Bhaktapur · 
Bhojpur · 
Chitwan · 
Dadeldhura · 
Dailekh · 
Dang · 
Darchula · 
Dhading · 
Dhankuta · 
Dhanusa · 
Dolkha · 
Dolpa · 
Doti · 
Gorkha · 
Gulmi · 
Humla · 
Ilam · 
Jajarkot · 
Jhapa · 
Jumla · 
Kailali · 
Kalikot · 
Kanchanpur · 
Kapilvastu · 
Kaski · 
Kathmandu · 
Kavrepalanchok · 
Khotang · 
Lalitpur · 
Lamjung · 
Mahottari · 
Makwanpur · 
Manang · 
Morang · 
Mugu · 
Mustang · 
Myagdi · 
Nawalparasi · 
Nuwakot · 
Okhaldhunga · 
Palpa · 
Panchthar · 
Parbat · 
Parsa · 
Pyuthan · 
Ramechhap · 
Rasuwa · 
Rautahat · 
Rolpa · 
Rukum · 
Rupandehi · 
Salyan · 
Sankhuwasabha · 
Saptari · 
Sarlahi · 
Sindhuli · 
Sindhulpalchok · 
Siraha · 
Solukhumbu · 
Sunsari · 
Surkhet · 
Syangja · 
Tanahu · 
Taplejung · 
Terhathum · 
Udayapur